# Calibanus
Calibanus és un gènere monotípic de plantes de flors pertanyent a la família Asparagaceae, natiu del nord i centre de Mèxic (San Luis Potosí).
Són plantes perennes xeròfits que aconsegueix 90 cm d'altura. Les fulles són llargues, com cristall, blaudes. Les flors són petites de color rosa. Necessita aigua moderada quan creix i poca aigua la resta del temps. Es propaga per llavors. Està relacionada estretament amb el gènere Nolina.

## Taxonomia
- Calibanus glassianus L.Hern. & Zamudio (2003).
- Calibanus hookeri (Lem.) Trel. (1911).